# 1345 w polityce
Wydarzenia polityczne w 1345 roku.

## Wydarzenia
- Walki polsko-czeskie[1].
- 6 września rozejm między Polską a Czechami w Pyzdrach[2].

## Zmarli
- 14 kwietnia Richard de Bury, angielski biskup, miłośnik książek i królewski pedagog[3].
- 16 września Jan IV de Montfort, książę Bretanii[4].
- Andrzej Węgierski został zamordowany w Neapolu[5].